# Цыгане в Румынии

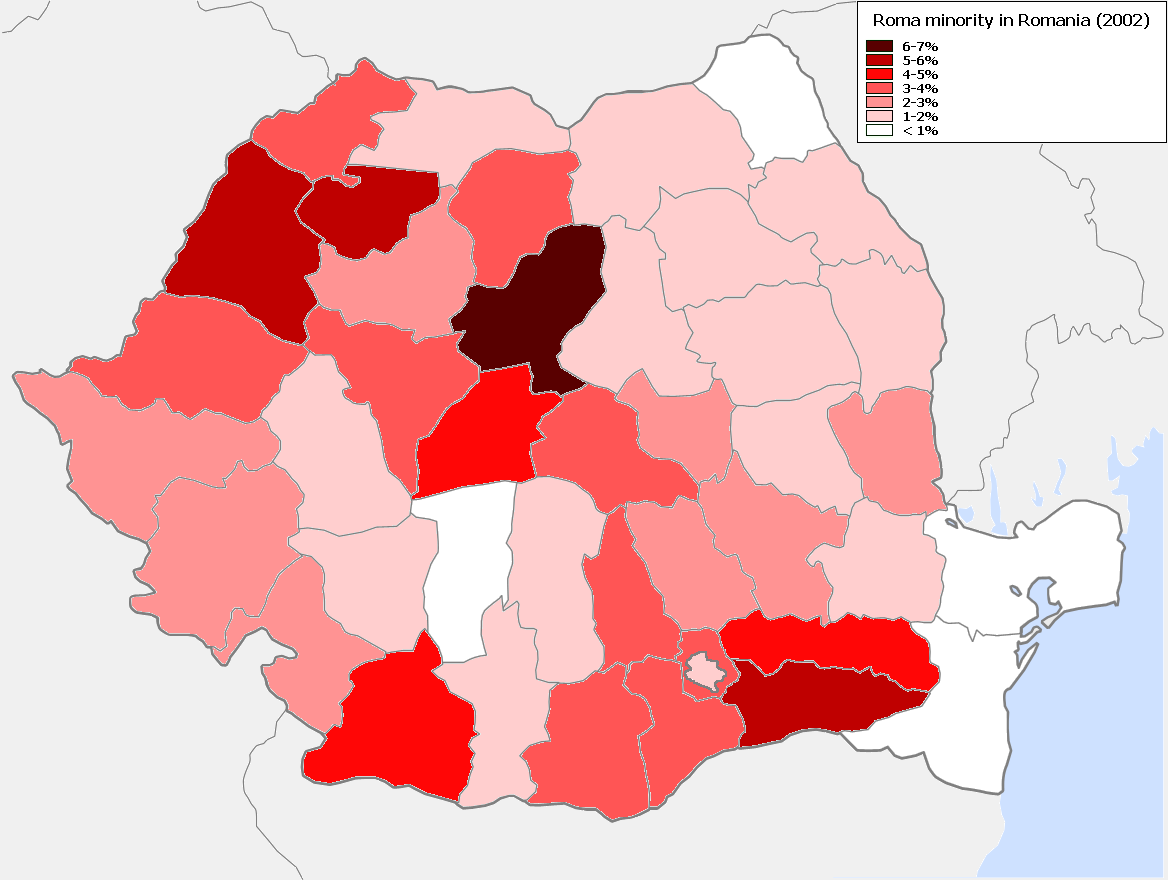
Распределение цыган по уездам Румынии (перепись 2002)

Румы́нские цыга́не (рум. ţigani) — общее название нескольких этнографических групп цыганского происхождения, населяющих территорию современной республики Румыния.

## Демография
Румынские цыгане (рома) являются крупнейшей цыганской общиной Европы. Перепись населения Румынии (2002) зафиксировала проживание в стране 535 140 цыган (2,5 % населения страны), назвав их третьим по величине народом Румынии после румын и венгров. Доля и численность цыган в Румынии имеет тенденцию к росту за счёт высокого естественного прироста, хотя после присоединения страны к Евросоюзу миграционный отток румынских цыган в другие страны Европы (Италия, Испания, Франция) резко возрос, приводя к трениям с местным населением этих стран. Несмотря на иное происхождение, этнические румыны имеют давнюю историю социально-культурных связей с цыганами, которые осели в Нижнем Подунавье в XIII-XIV веках.

## Динамика численности цыган по данным переписей населения
|      | цыгане          | цыгане |
| ---- | --------------- | ------ |
| 1956 | 104 216 (0,6 %) |        |
| 1966 | 64 197 (0,3 %)  |        |
| 1977 | 227 398 (1,0 %) |        |
| 1992 | 409 723 (1,8 %) |        |
| 2002 | 535 140 (2,4 %) |        |

Неофициальные источники часто говорят о традиционно высоком уровне недоучёта численности цыган в стране по разного рода причинам. Они предполагают, что реальная численность цыган в Румынии может быть намного выше данных официальной статистики и варьировать в пределах от 0,7 до 2,5 млн чел. (от 3 до 11 % населения).

## Язык
Цыганские языки и субкультуры оставили следы в жизни и быте румын. В свою очередь, значительная часть цыган Румынии подверглась румынизации. Цыганский язык считают родным около 72 % цыган (в основном влашские, реже балканские диалекты), 25 % цыган называют родным румынский и 3 % прочие языки (в основном венгерский язык).
С начала XXI века, благодаря усилиям местных просветителей (прежде всего Г. Сарэу), министерство просвещения Румынии начало издавать учебники на цыганском языке (язык и математика). В учебниках используется усреднённая наддиалектная норма на основе влашских диалектов.